# HC Reeuwijk
HC Reeuwijk was een Nederlandse hockeyclub uit Reeuwijk.
De club werd in 1978 opgericht en fuseerde in 2010 met MHC Bodegraven tot HCRB. De club speelde in een rood/blauw tenue op het huidige terrein van HCRB aan het Reeuwijkse Hout naast de Rijksweg 12 waar het beschikte over twee kunstgrasvelden (zand).